# Wojskowa Kadra Szkolna
Wojskowa Kadra Szkolna – organizacja niepodległościowa o charakterze wojskowym, zrzeszająca uczniów lubelskich szkół średnich męskich w latach 1917–1919.

## Organizacja kadry
Kadra powstała jesienią 1917 w Lublinie i była podporządkowana Komendzie Polskiej Organizacji Wojskowej, która przydzieliła do niej wszystkich uczniów peowiaków w charakterze przyszłych podoficerów. Kadra została zorganizowana w jeden batalion w składzie czterech kompanii. W kompanii było od czterech do ośmiu plutonów oraz podoficer rachunkowy, podoficer za frontem i dwóch trębaczy lub doboszy. Pluton składał się z komendanta plutonu (plutonowego) i czterech sekcji. W każdej sekcji był sekcyjny i ośmiu szeregowców.
Batalionem kadry dowodzili kolejno: Stanisław Paczos (poległ 16 sierpnia 1920), Stefan Grzebalski, Jan Kiełłpsz (poległ 7 lipca 1920) i Tadeusz Bronikowski. Obowiązki adiutanta pełnił Zygmunt Androwicz, a po nim Witold Dłużniewski.
Kompania 1. została zorganizowana głównie z uczniów Szkoły Lubelskiej, a jej I pluton stanowili uczniowie Szkoły Rzemieślniczej imienia Stanisława Syroczyńskiego.
Obsada personalna 1. kompanii:
- kompanijny – Aleksander Zdanowicz,
- komendant I plutonu – Kazimierz Janisławski i Henryk Olszewski,
- komendant II plutonu – Zygmunt Kosior,
- komendant III plutonu – Klemens Janicki,
- komendant IV plutonu – Jerzy Łada-Łobarzewski,
- komendant V plutonu – Włodzimierz Łada-Łobarzewski,
- komendant VI plutonu – Henryk Skup,
- komendant VII plutonu – Mieczysław Lucjan Zaleski,
- komendant VIII plutonu – Marian Bobrowski[3].

Kompania 2. powstała w 8-klasowej Prywatnej Szkole Filologicznej im. Staszica z uczniów klas VI-VIII, a także uczniów młodszych, którzy „wykazali się silną budową ciała”. Kompania należała do najliczniejszych i najlepiej wyszkolonych. W 1917 liczyła około 150 ludzi.
Obsada personalna 2. kompanii:
- kompanijny – Karol Durko, a następnie Henryk Konrad,
- zastępca kompanijnego i komendant I plutonu – Kazimierz Grzybowski,
- komendant II plutonu – Janusz Loeffler,
- komendant III plutonu – Stanisław Dunin–Rzuchowski (poległ),
- komendant IV plutonu – Wojciech Certowicz,
- komendant V plutonu – Józef Trzciński (poległ)[5][7].

Kompanię 3. utworzyli uczniowie Szkoły Handlowej Zgromadzenia Kupców Miasta Lublina, późniejszego Gimnazjum Męskiego imienia Augusta i Juliusza Vetterów.
Obsada personalna 3. kompanii:
- kompanijny – Stefan Bieganowski,
- komendant I plutonu – Tadeusz Winnicki,
- komendant II plutonu – Kazimierz Baudounin de Courtenay (zmarł z ran 4 marca 1919 jako podchorąży 36 pp[11][12]),
- komendant III plutonu – Władysław Ciechoński,
- komendant IV plutonu – Konstanty Dłużniewski,
- komendant V plutonu – Stefan Sauter[7].

Do 4. kompanii należeli uczniowie Szkoły Realnej Zrzeszenia Nauczycieli imienia Hetmana Jana Zamoyskiego.
Obsada personalna 4. kompanii:
- kompanijny – Bukowski-Rawicz,
- komendant I plutonu – Kacper Kantorowicz,
- komendant II plutonu – Romuald Wojewódzki,
- komendant III plutonu – Piotr Woźniak,
- komendant IV plutonu – Czesław Kuncewicz,
- komendant V plutonu – Marian Skup[7].

Projekt zorganizowania oddziału żeńskiego nie został zrealizowany. Propagatorkami utworzenia oddziału były uczennice Szkoły Handlowej Żeńskiej Kunickiego: Stefania Kiełłpszówna (siostra Jana) i Wanda Dąbrowska. Jednym z kadrowiaków był Antoni Starnawski.

## Działalność
Do około 15 listopada 1918 kadra pełniła służbę wartowniczą na terenie miasta, po czym została zwolniona z tego zadania i zastąpiona przez organizujace się oddziały Wojska Polskiego i przybyłe do Lublina oddziały Polskiej Siły Zbrojnej. Na podstawie oświadczenia nr 31 Naczelnika Państwa Józefa Piłsudskiego kadrowiacy zostali zwolnieni z wojska jako uczniowie i wrócili do ław szkolnych. Nie oznaczało to jednak rozwiązania kadry. Dostrzegając możliwość wykorzystania jej jako formacji pomocniczej względem wojska, zdecydowano o jej zachowaniu i zarejestrowaniu w Komendzie Miasta. W szkołach wywieszono ogłoszenia wzywające do dobrowolnego powrotu do szeregów kadry i ponownej rejestracji. W tym czasie kompanie liczyły po dwa plutony, mimo że przyjęto pewną ilość młodszych kolegów. 9 marca 1919, z powodu wyjścia oddziałów garnizonu lubelskiego na front ukraiński, kadra na rozkaz Komendy Miasta pobrała broń i objęła służbę wartowniczą przy magazynach na Bronowicach (1. kompania) oraz magazynach na Tatarach (2. kompania). Po kilkunastu dniach obie kompanie zostały zastąpione przez oddziały Wojska Polskiego. Szkolenie kontynuowano do czerwca 1919. W tym czasie, w związku ze stale zwiększającą się liczebnością Wojska Polskiego, postanowiono rozwiązać kadrę.
20 czerwca 1919 odbyło się uroczyste rozwiązanie batalionu kadry.

## Umundurowanie, uzbrojenie i wyposażenie
Funkcyjni w batalionie nosili na lewej piersi sznurki plecione: sekcyjni – szare, plutonowi – zielone, kompanijni – czerwone i komendant batalionu – złoty. Na szkolnych czapkach noszono po prawej stronie cyfrę oznaczającą numer kompanii, a po lewej stronie podobiznę Józefa Piłsudskiego.
Każdy z kadrowiaków powiniem posiadać pas, manierkę, plecak, od 1918 – bagnet, a na służbie karabin i dwie ładownice.

## Odznaka pamiątkowa
W 1919 została wykonana i wręczona kadrowiakom odznaka pamiątkowa w kształcie krzyża o wymiarach 32x32 mm, wykonana w mosiądzu, srebrzona, jednoczęściowa. Rewers z płytką kontrą. Mocowana na słupek z nakrętką o średnicy 16 mm, sygnowaną „Fabr. Graw. Emal. J. Knedler Warszawa Nowy Świat 45”.